# 10237 Adzic
10237 Adzic (1998 SJ119) là một tiểu hành tinh vành đai chính được phát hiện ngày 26 tháng 9 năm 1998 bởi Nhóm Nghiên cứu Thiên thạch gần Trái Đất thuộc phòng thí nghiệm Lincoln ở Socorro, New Mexico. Nó được đặt tên theo tên của Vladislav Adzic.